# کادیلاک ئی‌ال‌آر

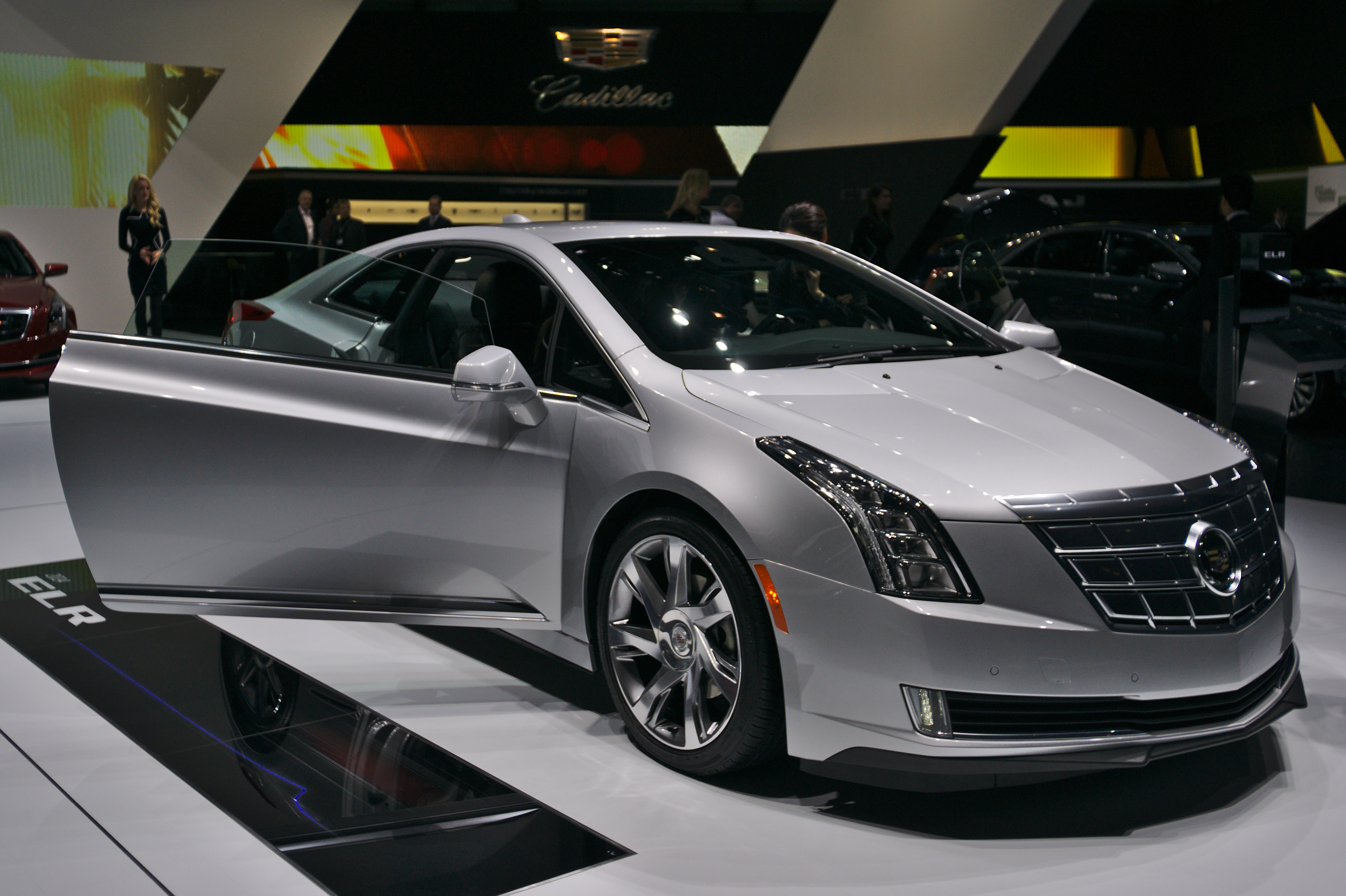
کادیلاک ئی‌ال‌آر، ۲۰۱۴، سالن خودروی ژنو

کادیلاک ای ال آر (به انگلیسی: Cadillac ELR) اتومبیل هیبریدی و یکی از مدل‌های خودروی لوکس کمپانی آمریکایی کادیلاک است.